# 이나영 (방송인)
이나영(1980년 4월 14일 ~ )은 대한민국의 기상 캐스터이다.

## 학력
- 1999~2003 서울대학교 체육교육학과 학사

## 경력
- 2005 SBS 공채 기상 캐스터
- 2007 인터넷 쇼핑몰 더 라벨 운영

## 출연작
- 2005~2007 SBS TV 토요특집 모닝와이드 기상 캐스터
- 2005~2007 SBS TV SBS 8 뉴스 주말 기상 캐스터
- 2005~2007 SBS TV 나이트라인 기상 캐스터
- 2007~2010 SBS TV 모닝와이드 기상 캐스터
- 2010~2011 SBS TV 선데이 뉴스플러스 기상 캐스터
- 2010~2012 SBS TV 나이트라인 기상 캐스터
- 2012~2014 SBS TV 모닝와이드 기상 캐스터
- 2012~2014 SBS 러브FM SBS 뉴스라인 기상 캐스터
- 2014~2017 SBS 러브FM SBS 정오종합뉴스 기상 캐스터
- 2017~2019 SBS 러브FM SBS 낮 종합뉴스 기상 캐스터